# Guldfågeln Arena
Die Guldfågeln Arena (deutsch Goldvogel Arena) ist ein Fußballstadion in der schwedischen Stadt Kalmar. Die Bauarbeiten begannen am 12. Dezember 2009, und am 11. April 2011 wurde das Stadion bei der Heimpremiere der Saison 2011 gegen den Djurgårdens IF eröffnet. Kalmar bezwang den DIF vor 11.852 Zuschauern mit 3:2 Toren. Die Guldfågeln Arena ist Eigentum der Stadt Kalmar und neue Heimspielstätte des Vereins Kalmar FF.

## Hintergrund

### Geschichte
Im Laufe des ersten Jahrzehnts des 21. Jahrhunderts kamen Gedanken zu einem neuen Stadion des Kalmar FF auf. Im Herbst 2006 veröffentlichte der Verein schließlich den finalen Entwurf für die in den folgenden Jahren zu bauende Arena. Nachdem mit der Immobiliengesellschaft Sveafastigheter ein Investmentpartner gefunden worden war, wurde im Februar 2007 von einer Fertigstellung und dem ersten Spiel für den Sommer 2008 ausgegangen. Durch mehrere Klagen, die insbesondere die Beteiligung der Kommune an dem Gebäude betrafen, verzögerte sich jedoch der Baubeginn. Im August 2008 wurde die Baufirma Peab mit den Bauarbeiten beauftragt, nur kurze Zeit später war jedoch die nächste Klage anhängig.
Im März 2009 wies der Kammarrätt von Jönköping die letzte Klage ab, so dass eine Fertigstellung der Spielstätte bis 2011 in Aussicht gestellt war. Gegen diese Entscheidung wurden Rechtsmittel bei der nächsten Instanz eingelegt, der Einspruch aber im Juli des Jahres vom Regeringsrätten abgewiesen. Eine Woche zuvor war jedoch Sveafastigheter aus dem Projekt ausgestiegen und damit auch ein Ersatz für Peab als Baufirma nötig. Diese Aufgabe übernahm das schwedische Unternehmen NCC, unter dessen Leitung im Dezember 2009 der erste Spatenstich vollzogen wurde.
Im Juni 2010 schloss der örtlich ansässige Lebensmittelhersteller Guldfågeln einen Kontrakt mit den Betreibern zur Nutzung der Namensrechte der Arena ab. Der ab 2011 gültige Vertrag sichert dem Unternehmen bis 2017 die Nutzung des Namens des Stadions und enthält eine Option über eine Verlängerung.

### Lage und Ausstattung
Das Stadion wurde im Stadtteil Bilen gebaut und bietet bei Fußballspielen 14.000 Zuschauern Platz. Bei internationalen Begegnungen sinkt das Fassungsvermögen durch den Umbau von Steh- in Sitzplätze auf 11.800. Alle Tribünen sind überdacht. Bei Konzerten stehen 15.000 Plätze zur Verfügung. Die Baukosten liegen bei etwa 250 Millionen SEK. Nach der Fertigstellung hat der Verein Kalmar FF sein bisheriges Stadion Fredriksskans verlassen.

### Nutzung
Die Guldfågeln Arena war neben der Nutzung als Heimstadion des Kalmar FF einer der sieben Spielorte der Fußball-Europameisterschaft der Frauen 2013. Neben drei Gruppenspielen wurde ein Viertelfinale in Kalmar ausgetragen. Während des Turniers trug das Stadion den Namen Kalmar Arena.